# Deportivo Colonia
Club Deportivo Colonia, zwany Deportivo Colonia lub po prostu Colonia, jest urugwajskim klubem piłkarskim z siedzibą w mieście Juan Lacaze leżącym w departamencie Colonia.

## Historia
Klub założony został 16 października 1999 roku. W sezonie 2005/06 spadł dom drugiej ligi, a w sezonie 2006/07 został wycofany i w kolejnym sezonie wystąpi w lidze trzeciej.